# Ed Czerkiewicz
Ed Czerkiewicz (8 de julho de 1912 - cerca de 1946) foi um futebolista norte-americano. Ele competiu na Copa do Mundo FIFA de 1934, sediada na Itália, na qual a seleção de seu país terminou na última colocação dentre os 16 participantes.